# Dār Gol-e Teymaz
Dār Gol-e Teymaz (persiska: دار گل تیمز) är en ort i Iran.   Den ligger i provinsen Kermanshah, i den västra delen av landet, 500 km väster om huvudstaden Teheran. Dār Gol-e Teymaz ligger 1 558 meter över havet och antalet invånare är 109.
Terrängen runt Dār Gol-e Teymaz är huvudsakligen kuperad, men åt nordost är den platt.Runt Dār Gol-e Teymaz är det ganska tätbefolkat, med 144 invånare per kvadratkilometer. Närmaste större samhälle är Gahvāreh, 14,1 km väster om Dār Gol-e Teymaz. Trakten runt Dār Gol-e Teymaz består till största delen av jordbruksmark.